# Sophus Jensen
Sophus Christian Jensen (* 27. Juli 1889 in Chicago; † 25. Juli 1945 ebenda) war ein US-amerikanischer Wasserballspieler.

## Karriere
Jensen nahm an den Olympischen Spielen 1920 teil. In Antwerpen erreichte er mit der US-amerikanischen Nationalmannschaft den vierten Rang.
Neben seiner aktiven Karriere war er als sportlicher Direktor bei seiner Heimatstadt Chicago angestellt. Später arbeitete er auch für die Works Progress Administration.